# La singolare vita di Albert Nobbs
La singolare vita di Albert Nobbs (La Vie singulière d'Albert Nobbs) è un'opera teatrale della drammaturga francese Simone Benmussa, tratta da una novella di George Moore. Diverse attrici si sono cimentate nel ruolo di Albert, tra cui Susannah York (Londra, 1978), Glenn Close (New York, 1982), Aurore Clément (Parigi, 1988) e Maddalena Crippa (Roma, 1991).

## Trama
Nella Dublino vittoriana il cameriere Albert Nobbs nasconde un particolare segreto: è una donna, che per protezione e per trovare più facilmente lavoro si veste da uomo. Dopo una vita passata in abiti maschili, Albert incontra Hubert Page, una donna che si finge uomo per poter fare l'imbianchino. Albert scopre che la donna ha una moglie e una felice vita familiare e decide di mettersi alla ricerca di una donna capace di accettarla per quello che è e con cui possa passare il resto della sua vita.

## Adattamenti
Nel 1962 fu realizzata una versione cinematografica dal titolo Albert Nobbs con la regia di Rodrigo García.